# Пуно (регіон)
Пуно (ісп. Puno, повна назва Región Puno; кеч. Punu, Punu suyu) — регіон на південному сході Перу. Межує з регіонами Мадре-де-Дьйос на півночі, Куско і Арекіпа на заході, Мокеґуа і Такна на півдні, Болівією на сході. Столиця регіону — місто Пуно, розташоване на березі озера Тітікака на плато Альтіплано (частина Пуни).

## Адміністративно-територіальний поділ
Регіон Пуно поділяється на 13 провінцій. Провінції в списку знаходяться в географічному порядку з півночі на південь, із заходу на схід.
| Іспанська назва провінції          | Український відповідник         | Мапа розміщення в Регіоні Пуно |
| ---------------------------------- | ------------------------------- | ------------------------------ |
| Provincia de Carabaya              | провінція Карабая               |                                |
| Provincia de Sandia                | провінція Сандіа                |                                |
| Provincia de Melgar                | провінція Мельгар               |                                |
| Provincia de Azángaro              | провінція Асангаро              |                                |
| Provincia de San Antonio de Putina | провінція Сан-Антоніо-де-Путіна |                                |
| Provincia de Lampa                 | провінція Лампа                 |                                |
| Provincia de Huancané              | провінція Уанкане               |                                |
| Provincia de Moho                  | провінція Моо                   |                                |
| Provincia de San Román             | провінція Сан-Роман             |                                |
| Provincia de Puno                  | провінція Пуно                  |                                |
| Provincia de El Collao             | провінція Ель-Кольяо            |                                |
| Provincia de Chucuito              | провінція Чукуїто               |                                |
| Provincia de Yunguyo               | провінція Юнгуйо                |                                |

| Перу | Це незавершена стаття з географії Перу. Ви можете допомогти проєкту, виправивши або дописавши її. |